# Vielsamiger Gänsefuß
Der Vielsamige Gänsefuß (Lipandra polysperma, Syn.: Chenopodium polyspermum) ist die einzige Pflanzenart der Gattung Lipandra innerhalb der Familie der Fuchsschwanzgewächse (Amaranthaceae). Er ist in Europa, Westasien weitverbreitet und in Nordamerika ein Neophyt.

## Beschreibung

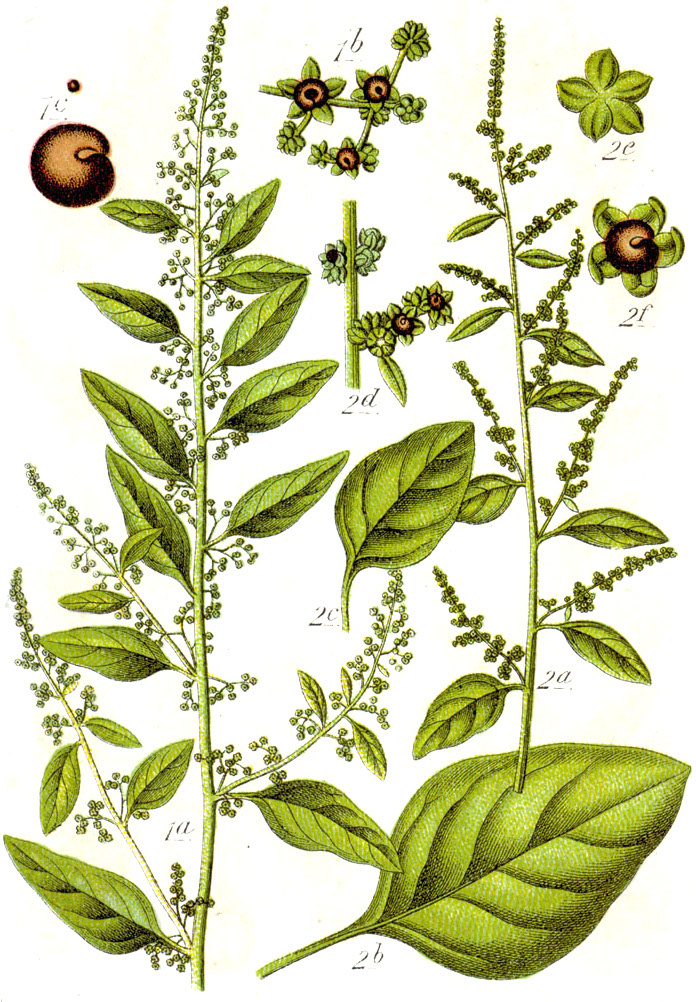
Illustration aus Sturm

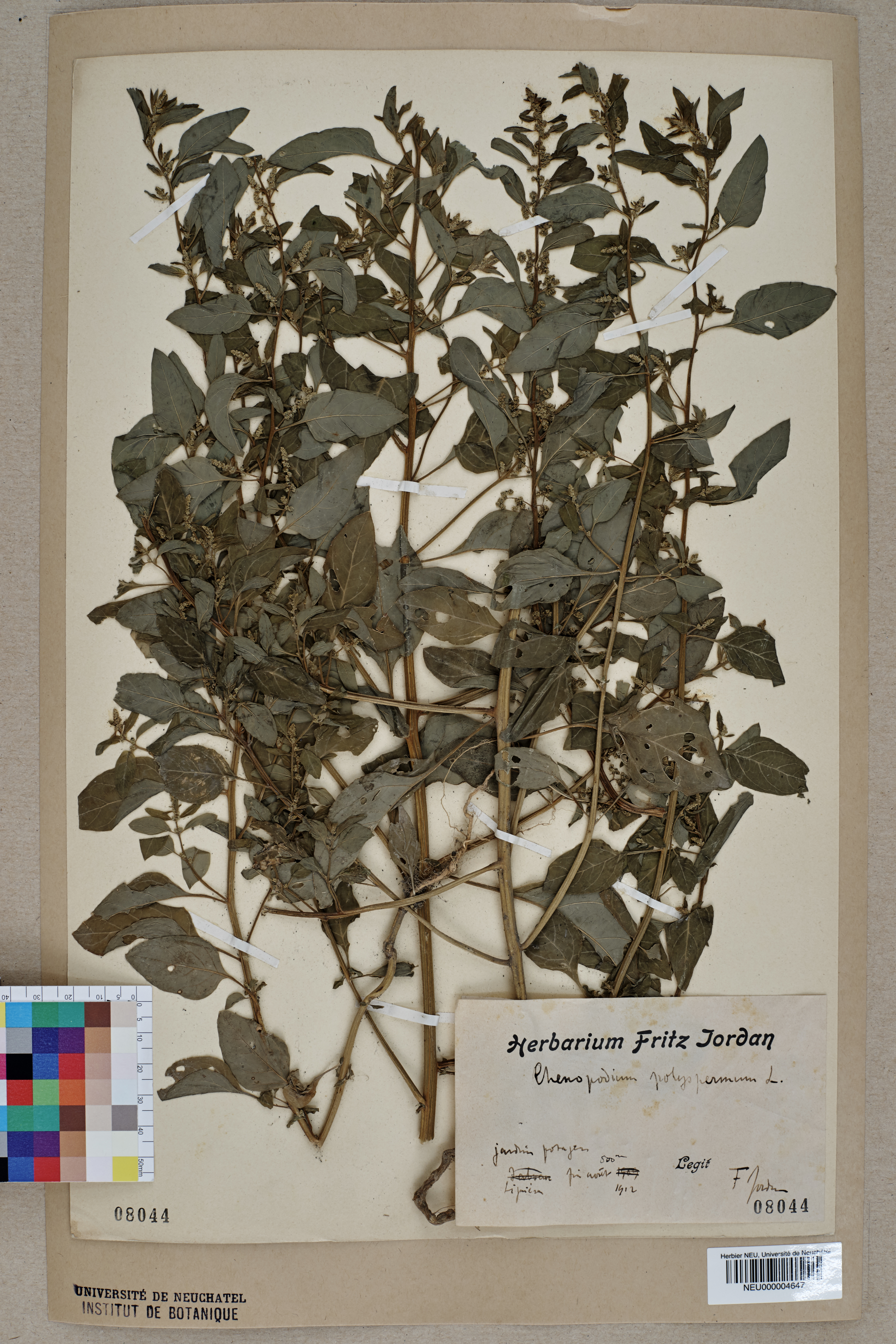
Herbarbeleg

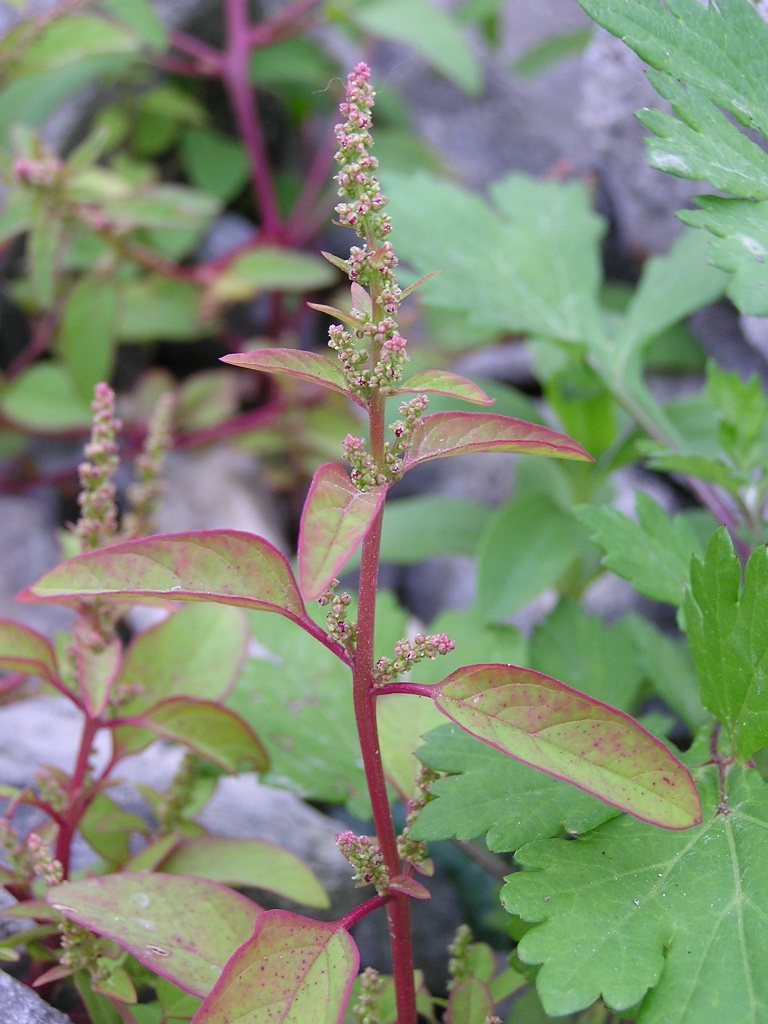
Blütenstand

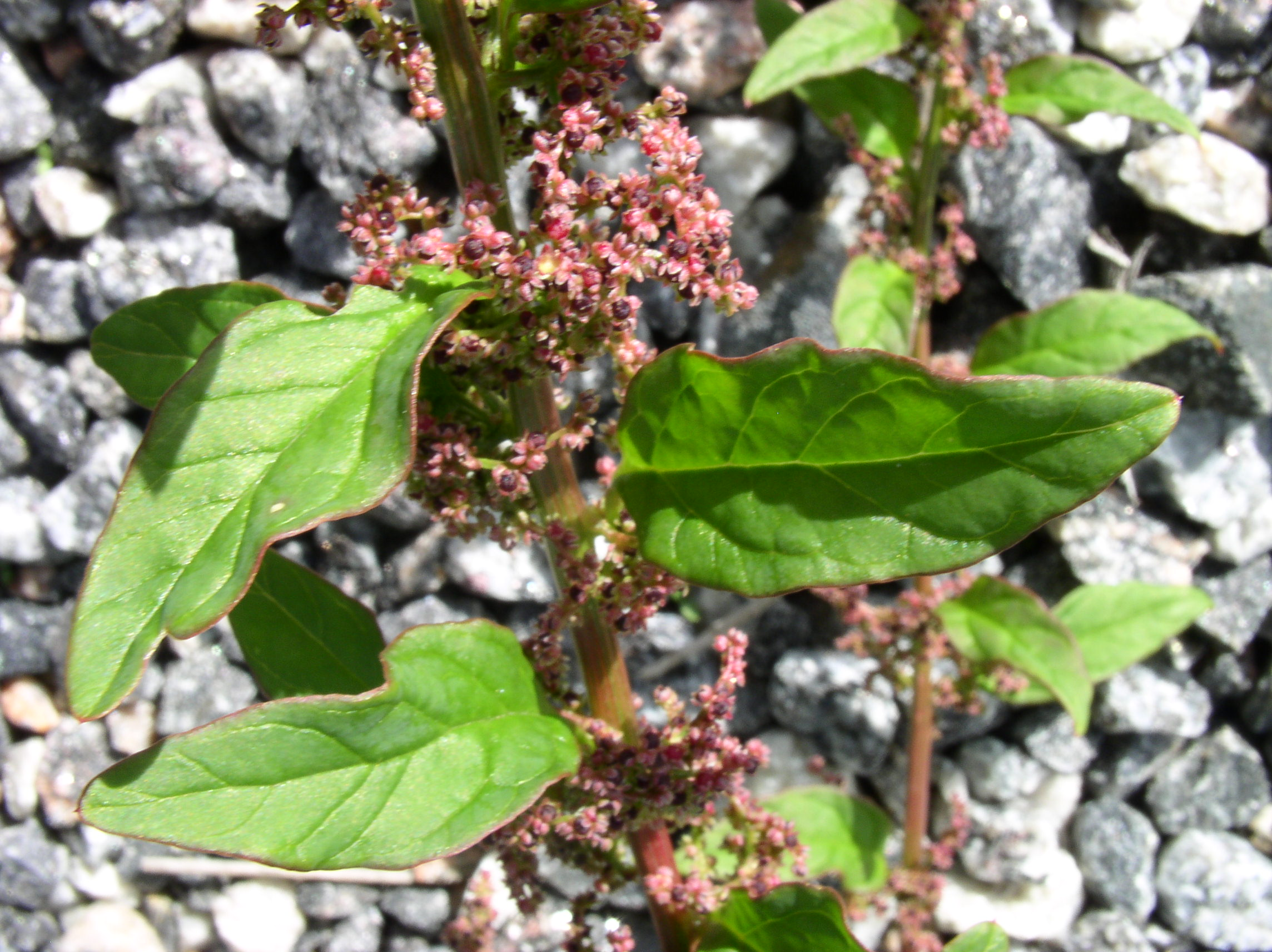
Fruchtstand und Blätter

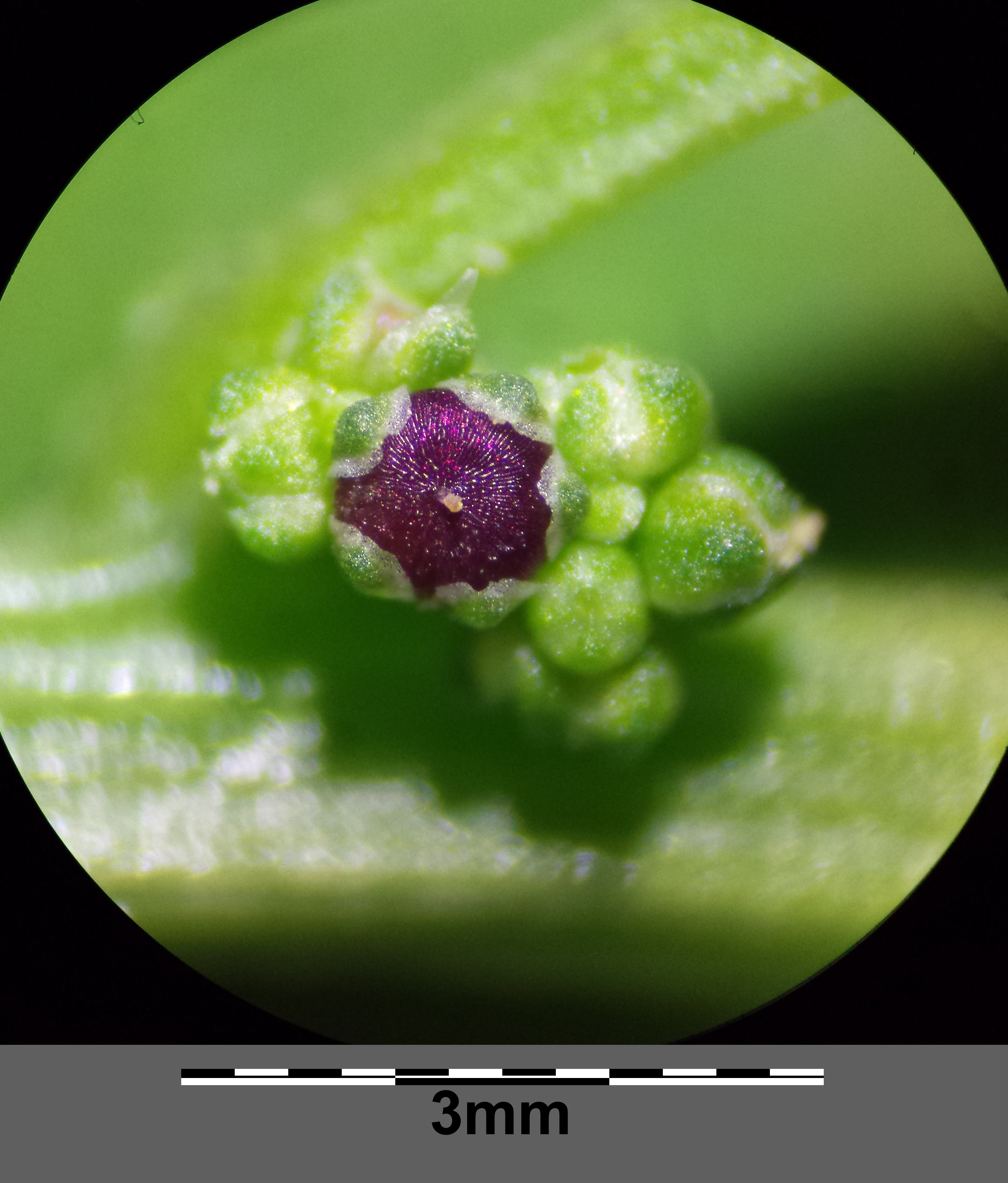
Fruchtstand

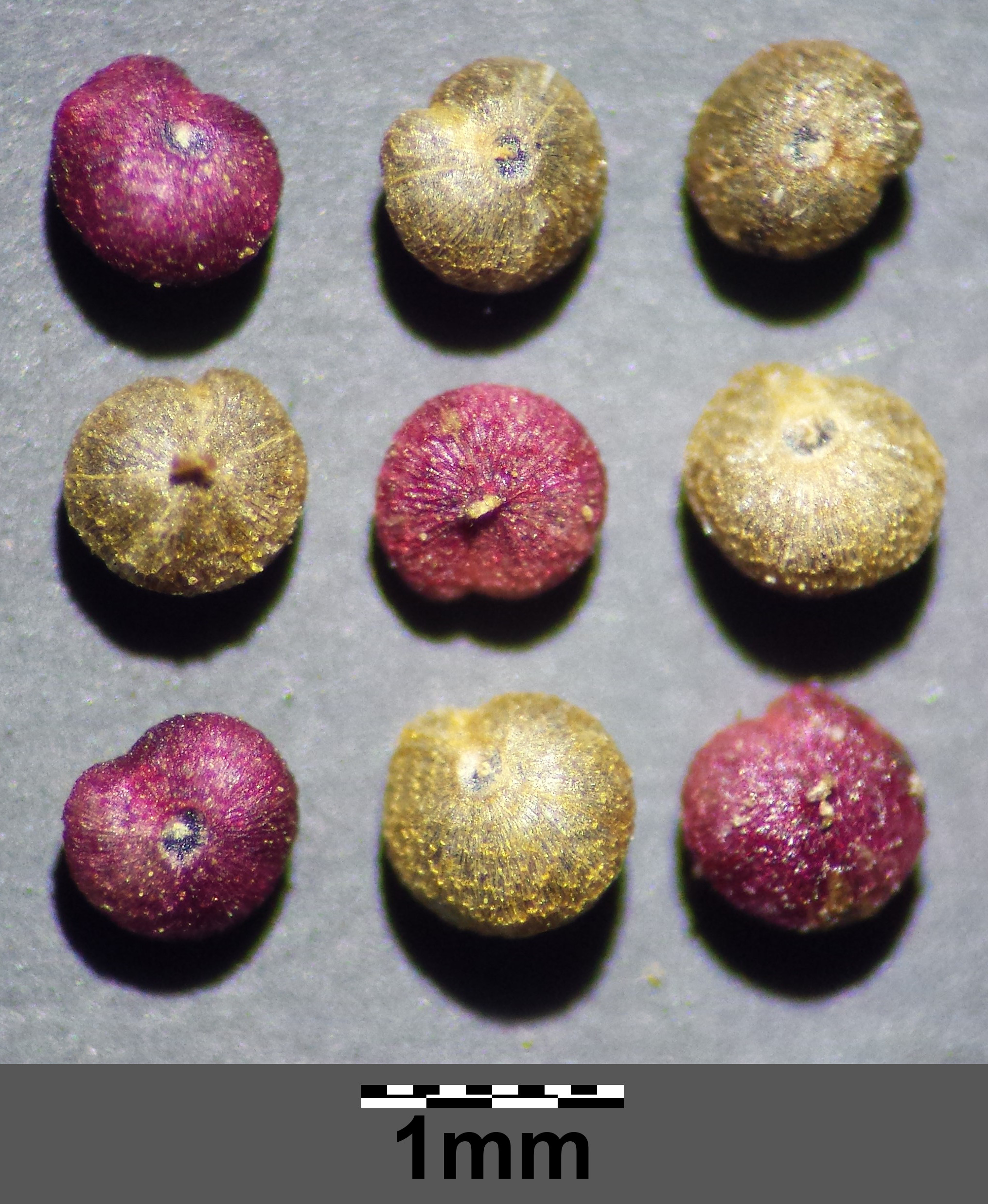
Früchte

### Vegetative Merkmale
Der Vielsamige Gänsefuß ist eine einjährige krautige Pflanze, die Wuchshöhen von 8 bis meist 15 bis 60, selten bis zu 100 Zentimetern erreicht. Der vierkantige Stängel ist oft rötlich überlaufen. Die Stängel können sowohl aufrecht als auch niederliegend bis aufsteigend wachsen und sind oft von der Stängelbasis an meist stark sowie weit ausladend verzweigt. Die oberirdischen, hell- oder dunkelgrünen Pflanzenteile sind weder behaart noch mehlig bestäubt und fast geruchlos, nicht stinkend. Im Herbst ist oft auch die ganze Pflanze rot gefärbt. Die Wurzeln reichen bis zu 85 Zentimeter tief.
Die untersten Laubblätter sind gegenständig und die oberen wechselständig. Die Laubblätter sind deutlich gestielt. Die einfache Blattspreite ist bei einer Länge von 4 bis 8 (3 bis 10) Zentimetern sowie einer Breite von  2 bis 4 (1,5 bis 6) Zentimetern breit-eiförmig-rhombisch bis länglich-elliptisch-eiförmig mit gerundetem oberem Ende. Die Blattspreiten des Vielsamigen Gänsefußes sind im Gegensatz zu denen der meisten anderen Gänsefuß-Arten vollkommen ganzrandig. Der Blattrand ist (besonders bei Jungpflanzen) oft deutlich rot. Die Laubblätter haben anfangs oft eine frisch grüne bis gelblichgrüne Farbe, später sind sie oft mehr oder weniger rot gefärbt.

### Generative Merkmale
Die Blütezeit liegt hauptsächlich im Hochsommer und reicht von Juni bis August oder September. Die end- und seitenständigen ährigen Blütenstände bestehen aus kugeligen Teilblütenständen, die jeweils mehrere Blüten enthalten. Die grünlichen bis rötlichen Blüten sind zwittrig oder rein weiblich. Die selten vier oder meist fünf hautrandigen und ungekielten Blütenhüllblätter sind nur an ihrer Basis verwachsen. In zwittrigen Blüten sind ein bis drei, selten bis zu fünf Staubblätter vorhanden. Der Fruchtknoten hat einen sehr kurzen, fast fehlenden Griffel und trägt zwei Narben.
Die rötlichbraunen bis dunkelbraunen Nussfrüchte sind etwa 1 Millimeter breit und im offen stehenden, zur Fruchtzeit unveränderten Perigon sichtbar. Die Fruchthülle ist häutig. Der horizontal stehende Same ist rundlich bis flach-kugelförmig. Die braune bis schwarze Samenschale ist gerillt und fein grubig punktiert.
Die Chromosomengrundzahl beträgt x = 9; es liegt Diploidie vor mit einer Chromosomenzahl von 2n = 18.

## Ökologie
Beim Vielsamigen Gänsefuß handelt es sich um einen hygromorphen Therophyten.
Die Bestäubung erfolgt durch den Wind.
Die Ausbreitung der Diasporen erfolgt durch Wasser oder den Wind.

## Vorkommen
Der Vielsamige Gänsefuß kommt in Europa und den gemäßigten Gebieten Westasiens vor. In verschiedenen Gebieten Nordamerikas ist er ein Neophyt. In Europa kommt er in fast allen Ländern vor; er fehlt nur in Island. Er steigt im Kanton Wallis bis 1230 Meter Meereshöhe auf.
Der Vielsamige Gänsefuß wächst in Mitteleuropa an nährstoffreichen, nicht zu trockenen Standorten, beispielsweise an Ufern von langsam fließenden oder stehenden eutrophen Gewässern. Dort ist er eine der Charakterarten der Pflanzengesellschaften der Knöterich-Uferflur-Gesellschaften (Polygono-Chenopodietalia), besonders des Chenopodio-Oxalidetum fontanae und der Zweizahn-Teichufer-Gesellschaften (Bidentetalia tripartitae), aus dem Verband Chenopodion rubri. Die ökologischen Zeigerwerte nach Landolt et al. 2010 sind in der Schweiz: Feuchtezahl F = 3+w (feucht aber mäßig wechselnd), Lichtzahl L = 4 (hell), Reaktionszahl R = 4 (neutral bis basisch), Temperaturzahl T = 3+ (unter-montan und ober-kollin), Nährstoffzahl N = 4 (nährstoffreich), Kontinentalitätszahl K = 3 (subozeanisch bis subkontinental).
Außerdem findet man ihn zum Beispiel auf nicht zu trockenen Äckern, an frischen Ruderalstellen oder als „Unkraut“ in Gärten.

## Systematik
Die Erstveröffentlichung als Chenopodium polyspermum erfolgte 1753 durch Carl von Linné in Species Plantarum. Die Artbezeichnung "polyspermum" = "vielsamig" hatte Linné von Caspar Bauhin übernommen. Nach molekulargenetischen Untersuchungen trennten Fuentes-Bazan et al. 2012 diese Art von der Gattung Chenopodium ab und reaktivierten die Gattung Lipandra mit der Neukombination zu Lipandra polysperma (L.) S.Fuentes, Uotila & Borsch. Das Artepitheton polyspermum bedeutet vielsamig. Der Gattungsname Lipandra setzt sich aus den Worten liparos für glänzend und andros für Mann zusammen.
Der akzeptierte Gattungsname ist Lipandra, der von Alfred Moquin-Tandon 1840 in Chenopodearum monographica enumeratio, S. 19 erstveröffentlicht wurde und Oliganthera Less. 1835 ersetzt, da es sich um ein Homonym des früher veröffentlichten Namens Oligandra Less. 1832 handelt. Weitere Synonyme des Gattungsnamens Lipandra Moq. sind: Gandriloa Steud. nom. illeg., Oliganthera Endl. nom. illeg., Chenopodium [ohne Rang] Polysperma Standl. und Chenopodium subsect. Polysperma (Standl.) Kowal ex Mosyakin & Clemants.
Synonyme für Lipandra polysperma (L.) S.Fuentes, Uotila & Borsch, die auf demselben Typusexemplar beruhen, sind  Chenopodium polyspermum L., Atriplex polysperma (L.) Crantz und Vulvaria polysperma (L.) Bubani. Auf anderen Typusexemplaren beruhen die Synonyme Anserina betifolia Montandon, Chenopodium acutifolium Sm., Chenopodium acutifolium Kit. nom illegit., Chenopodium angustifolium Gilib., Chenopodium bisaeriale Menyh., Chenopodium marginatum Spreng. ex Hornem., Chenopodium polispermum Neck., Chenopodium polyspermum var. acutifolium (Sm.) Gaudin, Chenopodium polyspermum var. spicatum A.Gray, Lipandra atriplicoides (Less.) Moq. und Oligandra atriplicoides Less.
Die Gattung Lipandra gehört zur Tribus Atripliceae in der Unterfamilie Chenopodioideae innerhalb der Familie der Fuchsschwanzgewächse (Amaranthaceae).

## Verwendung
Die Samen des Vielsamigen Gänsefußes wurden früher als Lockmittel beim Fischfang verwendet.  Daher wird er auch manchmal Fisch-Gänsefuß oder Fischmelde genannt.

## Trivialnamen
Für den Vielsamigen Gänsefuß bestehen bzw. bestanden auch die weiteren deutschsprachigen Trivialnamen: Fischmelden, Maier, Stauderich (Frankfurt an der Oder) und Vielsamen (Ostpreußen).